# جيمس هيوم (مهندس معماري)
جيمس هيوم (بالإنجليزية: James Hume)‏ هو مهندس معماري أسترالي، ولد في 1798، وتوفي في 1868.